# Lista de governadoras do Brasil
Esta é uma lista das mulheres que governaram estados brasileiros. Ao longo da história, apenas 12 estados + Distrito Federal do Brasil foram governados por mulheres, seja de forma temporária ou definitiva. A primeira mulher a assumir o governo de um estado brasileiro foi Janilene Vasconcelos de Melo, que atuou como governadora substituta de Rondônia por 42 dias, durante a ausência do então governador Jorge Teixeira (PDS). A primeira mulher a assumir efetivamente o governo de um estado foi Iolanda Fleming (PMDB), que se tornou governadora do Acre em 1986, após a renúncia de Nabor Junior, que decidiu se candidatar ao Senado Federal. 
Em 1994, Roseana Sarney fez história ao ser eleita a primeira mulher governadora de um estado brasileiro, o Maranhão. Além disso, ela foi a primeira mulher a ser reeleita para o cargo de governadora e a única a governar um estado brasileiro por quatro mandatos (dois mandatos de 1995 a 2002 e dois mandatos de 2009 a 2014). O Rio Grande do Norte é o estado que mais elegeu mulheres para o cargo de governadora, com um total de três mulheres eleitas, das quais duas foram reeleitas. Apenas o Rio Grande do Norte (três governadoras) e o Rio de Janeiro (duas governadoras) são os únicos estados que tiveram mais de uma governadora do sexo feminino. No total, apenas três das 16 governadoras listadas foram reeleitas.
Em 2022, Pernambuco elegeu, pela primeira vez, uma chapa majoritária composta exclusivamente por mulheres. 

## Lista de governadoras do Brasil
| Unidade federativa  | Governadora         | Governadora             | Mandato                | Mandato                | Partido político | Nota\Resultado eleitoral                                    |
| ------------------- | ------------------- | ----------------------- | ---------------------- | ---------------------- | ---------------- | ----------------------------------------------------------- |
| Acre                |                     | Iolanda Fleming         | 14 de maio de 1986     | 15 de março de 1987    | PMDB             | - Elevada do cargo de vice-governadora do Acre.             |
| Amapá               |                     | Dalva Figueiredo        | 5 de abril de 2002     | 1 de janeiro de 2003   | PT               | - Elevada do cargo de vice-governadora do Amapá.            |
| Ceará               |                     | Izolda Cela             | 2 de abril de 2022     | 31 de dezembro de 2022 | PDT              | - Elevada do cargo de vice-governadora do Ceará.            |
| Distrito Federal    |                     | Maria de Lourdes Abadia | 15 de março de 2006    | 1 de janeiro de 2007   | PSDB             | - Elevada do cargo de vice-governadora de Distrito Federal. |
| Maranhão            |                     | Roseana Sarney          | 1 de janeiro de 1995   | 5 de abril de 2002     | PFL              | 50,61% · (1994)                                             |
| Maranhão            | 66,01% · (1998)     | Roseana Sarney          | 1 de janeiro de 1995   | 5 de abril de 2002     | PFL              |                                                             |
| Maranhão            | 17 de abril de 2009 | Roseana Sarney          | 10 de dezembro de 2014 | PMDB                   | 50,08% · (2010)  |                                                             |
| Pará                |                     | Ana Júlia Carepa        | 1 de janeiro de 2007   | 31 de dezembro de 2010 | PT               | 54,93% · (2006)                                             |
| Paraná              |                     | Cida Borghetti          | 6 de abril de 2018     | 31 de dezembro de 2018 | PP               | - Elevada do cargo de vice-governadora de Paraná.           |
| Pernambuco          |                     | Raquel Lyra             | 1 de janeiro de 2023   | atual                  | PSDB             | 58,70% · (2022)                                             |
| Piauí               |                     | Regina Sousa            | 1º de abril de 2022    | 31 de dezembro de 2022 | PT               | - Elevada do cargo de vice-governadora do Piauí.            |
| Rio de Janeiro      |                     | Benedita da Silva       | 5 de abril de 2002     | 1 de janeiro de 2003   | PT               | - Elevada do cargo de vice-governadora do Rio de Janeiro.   |
| Rio de Janeiro      |                     | Rosinha Garotinho       | 1 de janeiro de 2003   | 1 de janeiro de 2007   | PSB              | 51,30% · (2002)                                             |
| Rio Grande do Norte |                     | Wilma de Faria          | 1 de janeiro de 2003   | 31 de março de 2010    | PSB              | 61,04% · (2002)                                             |
| Rio Grande do Norte | 52,38% · (2006)     | Wilma de Faria          | 1 de janeiro de 2003   | 31 de março de 2010    | PSB              |                                                             |
| Rio Grande do Norte |                     | Rosalba Ciarlini        | 1 de janeiro de 2011   | 1 de janeiro de 2015   | DEM              | 52,46% · (2010)                                             |
| Rio Grande do Norte |                     | Fátima Bezerra          | 1 de janeiro de 2019   | atual                  | PT               | 57,60% · (2018)                                             |
| Rio Grande do Norte | 58,31% · (2022)     | Fátima Bezerra          | 1 de janeiro de 2019   | atual                  | PT               |                                                             |
| Rio Grande do Sul   |                     | Yeda Crusius            | 1 de janeiro de 2007   | 31 de dezembro de 2010 | PSDB             | 53,95% · (2006)                                             |
| Roraima             |                     | Suely Campos            | 1 de janeiro de 2015   | 1 de janeiro de 2019   | PP               | 54,85% · (2014)                                             |

## Lista de vice-governadoras do Brasil
Esta é uma lista das mulheres que ocuparam o cargo de vice-governadora de estados e do Distrito Federal no Brasil. Ao longo da história política brasileira, 16 estados + Distrito Federal já elegeram mulheres para a vice-governadoria. A primeira mulher a ser eleita vice-governadora foi Iolanda Fleming, do Acre, que também foi a primeira mulher a assumir efetivamente o governo de um estado brasileiro após a renúncia do então governador Nabor Júnior. 
O Distrito Federal é a unidade federativa com o maior número de vice-governadoras, tendo contado com cinco mulheres no cargo. Entre todas as mulheres que ocuparam o cargo de vice-governadora, sete foram promovidas ao cargo de governadora. No entanto, nenhuma delas foi reeleita para um mandato próprio, devido a questões constitucionais – antes da eleição de 1994, a reeleição para mandatos consecutivos não era permitida e só foi autorizada a partir de 1998 – ou por derrotas eleitorais. Em 2022, Pernambuco fez história ao eleger pela primeira vez uma chapa majoritária composta exclusivamente por mulheres.
| Unidade federativa | Governadora     | Governadora             | Mandato               | Mandato                | Partido político                                            | Nota\Resultado eleitoral |
| ------------------ | --------------- | ----------------------- | --------------------- | ---------------------- | ----------------------------------------------------------- | --- |
| Acre               |                 | Iolanda Fleming         | 15 de março de 1983   | 14 de maio de 1986     | PMDB                                                        | 46,61% · (1982) - A primeira mulher eleita vice-governadora de um estado brasileiro - Elevada ao cargo de governadora do Acre, sendo a primeira mulher a governar efetivamente uma unidade federativa.             |
| Acre               |                 | Nazareth Araújo         | 1º de janeiro de 2015 | 1º de janeiro de 2019  | PT                                                          | 51,29% · (2014) |
| Acre               |                 | Mailza Gomes            | 1º de janeiro de 2023 | atual                  | PP                                                          | 56,75% · (2022) |
| Amapá              |                 | Dalva Figueiredo        | 1º de janeiro de 1999 | 05 de abril de 2002    | PT                                                          | 53,59% · (1998) - Elevada ao cargo de governadora do Amapá. |
| Amapá              |                 | Dora Nascimento         | 1º de janeiro de 2011 | 1º de janeiro de 2015  | PT                                                          | 53,77% · (2010) |
| Ceará              |                 | Izolda Cela             | 1º de janeiro de 2015 | 1º de abril de 2022    | PROS                                                        | 53,35% · (2014) |
| Ceará              | PDT             | Izolda Cela             | 1º de janeiro de 2015 | 1º de abril de 2022    | 79,96% · (2018) - Elevada ao cargo de governadora do Ceará. | |
| Ceará              |                 | Jade Romero             | 1º de janeiro de 2023 | atual                  | MDB                                                         | 54,02% · (2022) |
| Distrito Federal   |                 | Márcia Kubitschek       | 1º janeiro de 1991    | 1º de janeiro de 1995  | PRN                                                         | 55,48% · (1990) |
| Distrito Federal   |                 | Arlete Sampaio          | 1º de janeiro de 1995 | 1º de janeiro de 1999  | PT                                                          | 53,89% · (1994) |
| Distrito Federal   |                 | Maria de Lourdes Abadia | 1º de janeiro de 2003 | 31 de março de 2006    | PSDB                                                        | 50,62% · (2002) - Elevada ao cargo de governadora do Distrito Federal. |
| Distrito Federal   |                 | Ivelise Longhi          | 19 de abril de 2010   | 1º de janeiro de 2011  | PMDB                                                        | 13 votos · (2010) - A primeira mulher e, até então, única vice-governadora eleita em uma chapa indireta desde redemocratização.                                                                                    |
| Distrito Federal   |                 | Celina Leão             | 1º de janeiro de 2023 | atual                  | PP                                                          | 50,30% · (2022) |
| Espírito Santo     |                 | Jacqueline Moraes       | 1º de janeiro de 2019 | 31 de dezembro de 2022 | PSB                                                         | 55,49% · (2018) |
| Mato Grosso        |                 | Iraci França            | 1º de janeiro de 2003 | 1º de janeiro de 2007  | PPS                                                         | 50,68% · (2002) |
| Mato Grosso do Sul |                 | Simone Tebet            | 1º de janeiro de 2011 | 1º de janeiro de 2015  | PMDB                                                        | 56,00% · (2010) |
| Mato Grosso do Sul |                 | Rose Modesto            | 1º de janeiro de 2015 | 1º de janeiro de 2019  | PSDB                                                        | 55,34% · (2014) |
| Minas Gerais       |                 | Júnia Marise            | 15 de março de 1987   | 31 de janeiro de 1991  | PMDB                                                        | 47,12% · (1986) |
| Pará               |                 | Valéria Pires Franco    | 1º de janeiro de 2003 | 1º de janeiro de 2007  | PFL                                                         | 51,72% · (2002) |
| Pará               |                 | Hana Ghassan            | 1º de janeiro de 2023 | atual                  | MDB                                                         | 70,41% · (2022) |
| Paraíba            |                 | Lauremília Lucena       | 1º de janeiro de 2003 | 1º de janeiro de 2007  | PSDB                                                        | 51,35% · (2002) |
| Paraíba            |                 | Lígia Feliciano         | 1º de janeiro de 2015 | 31 de dezembro de 2022 | PDT                                                         | 52,61% · (2014) |
| Paraíba            | 58,18% · (2018) | Lígia Feliciano         | 1º de janeiro de 2015 | 31 de dezembro de 2022 | PDT                                                         | |
| Paraná             |                 | Emília Belinati         | 1º de janeiro de 1995 | 31 de dezembro de 2002 | PTB                                                         | 54,85% · (1994) |
| Paraná             | 52,21% · (1998) | Emília Belinati         | 1º de janeiro de 1995 | 31 de dezembro de 2002 | PTB                                                         | |
| Paraná             | PFL             | Emília Belinati         | 1º de janeiro de 1995 | 31 de dezembro de 2002 |                                                             | |
| Paraná             |                 | Cida Borghetti          | 1º de janeiro de 2015 | 6 de abril de 2018     | PROS                                                        | 55,67% · (2014) - Elevada ao cargo de governadora do Paraná. |
| Paraná             | PP              | Cida Borghetti          | 1º de janeiro de 2015 | 6 de abril de 2018     |                                                             | 55,67% · (2014) - Elevada ao cargo de governadora do Paraná. |
| Pernambuco         |                 | Luciana Santos          | 1º de janeiro de 2019 | 31 de dezembro de 2022 | PCdoB                                                       | 50,70% · (2018) |
| Pernambuco         |                 | Priscila Krause         | 1º de janeiro de 2023 | atual                  | Cidadania                                                   | 58,70% · (2022) |
| Piauí              |                 | Margarete Coelho        | 1º de janeiro de 2015 | 1º de janeiro de 2019  | PP                                                          | 63,08% · (2014) |
| Piauí              |                 | Regina Sousa            | 1º de janeiro de 2019 | 31 de março de 2022    | PT                                                          | 55,65% · (2018) - Elevada ao cargo de governadora do Piauí. |
| Rio de Janeiro     |                 | Benedita da Silva       | 1º de janeiro de 1999 | 6 de abril de 2002     | PT                                                          | 57,98% · (1998) - Elevada ao cargo de governadora do Rio de Janeiro. |
| Rondônia           |                 | Odaisa Fernandes        | 1º de janeiro de 2003 | 1º de janeiro de 2006  | PSDB                                                        | 59,10% · (2002) |
| Santa Catarina     |                 | Daniela Reinehr         | 1º de janeiro de 2019 | 31 de dezembro de 2022 | PSL                                                         | 71,09% · (2018) |
| Santa Catarina     | sem partido     | Daniela Reinehr         | 1º de janeiro de 2019 | 31 de dezembro de 2022 |                                                             | 71,09% · (2018) |
| Santa Catarina     | PL              | Daniela Reinehr         | 1º de janeiro de 2019 | 31 de dezembro de 2022 |                                                             | 71,09% · (2018) |
| Santa Catarina     |                 | Marilisa Boehm          | 1º de janeiro de 2023 | atual                  | PL                                                          | 70,69% · (2022) |
| Sergipe            |                 | Marília Mandarino       | 1º de janeiro de 2003 | 1º de janeiro de 2007  | PFL                                                         | 55,00% · (2002) |
| Sergipe            |                 | Eliane Aquino           | 1º de janeiro de 2019 | 31 de dezembro de 2022 | PT                                                          | 64,72% · (2018) |
| Tocantins          |                 | Claudia Lelis           | 1º de janeiro de 2014 | 22 de março de 2018    | PV                                                          | 51,30% · (2014) - Em 22 de março de 2018, o governador Marcelo de Carvalho Miranda e a vice-governadora Claudia Lelis tiveram seus mandatos cassados pelo Tribunal Superior Eleitoral por abuso de poder político. |